# Sanacht
Sanacht, možná také Nebka, byl prvním nebo druhým faraonem 3. dynastie ve starověkém Egyptě. Vládl přibližně v letech 2610–2593 př. n. l.

## Nejasnosti kolem faraona
Kolem tohoto faraona panují velké nejasnosti. Některé zdroje říkají, že Sanacht a Nebka jsou jedna a ta samá osoba. Nebka je uveden jako první faraon 3. dynastie jak v Turínském listu tak i v Abydoském královském seznamu a uvádí jej tak i Manehto. Tuto domněnku dokládá i pečeť, která byla nalezena v mastabě K2 blízko Beit Challafu. Je na ní zobrazeno Sanachtovo jméno společně s výrazem „ka“ ze jména „Nebka“. Ovšem těžko se to může brát jako nezvratný důkaz.
Jiné zdroje uvádějí, že by Sanacht měl být v hierarchii umístěn až za Chabu či Huneje, tedy panovníky konce 3. dynastie. Další zdroj Westcar Papyrus umisťuje Nebku za krále Džosera. Tento krok je argumentován faktem, že v hrobce Chasechemueje, posledního vladaře 2. dynastie, byla nalezena pečeť s Džoserovým jménem, což by mohlo znamenat, že Džoser byl Chasechemuejův syn, který ho po jeho smrti pohřbil a stal se jeho nástupcem. Další možností by bylo, že Nebka a Džoser byli sourozenci, avšak této teorii se nedostává velké podpory.

## Historický odkaz
Sanachtovo jméno se objevuje na části pískovce ve Wadi Maghara na sinajském poloostrově, blízko tyrkysových a měděných dolů. Reliéf zobrazuje krále s červenou korunou Dolního Egypta. U reliéfu je zaznamenáno pouze jeho Horovo jméno – Sanacht.
Jeho jméno bylo také vyobrazeno v malé pyramidě na ostrově Elefantina. Stejně jako Hunej a Snofru vybudoval mnoho malých pyramid po celé zemi, které však nebyly využívány jako hrobky. Tento fakt podporuje ideu, že Sanacht žil v pozdější době 3. dynastie.